# Comuna 12 (Ciudad de Buenos Aires)
La Comuna 12 es una de las 15 unidades administrativas en las que está dividida la Ciudad Autónoma de Buenos Aires. Está integrada por los barrios de Coghlan, Saavedra, Villa Urquiza y Villa Pueyrredón. Limita con las comunas 11, 13 y 15 de la Ciudad de Buenos Aires y con los partidos de General San Martín y de Vicente López, de la Provincia de Buenos Aires. Está ubicada en el noroeste de la Ciudad, tiene una superficie de 15,6 km² y una población total de 200 116 según el censo de 2010, de la cual 92 527 son hombres, el 46,2% y 107 589 son mujeres, las que representan el 53,8% del total de la comuna. El censo de 2001 registraba 191 122 habitantes, lo que representa un incremento del 4,7%.

## Historia
Las comunas nacen con la Ley N° 1.777, llamada "Ley Orgánica de Comunas" sancionada por la Legislatura de la Ciudad Autónoma de Buenos Aires el 01/09/2005, promulgada por Decreto N° 1.518 del 04/10/2005 y publicada en el BOCBA N° 2292 del 07/10/2005.
Según la reforma del 22/08/1994, la Constitución de la Nación Argentina, en su Artículo 129 establece que: "La ciudad de Buenos Aires tendrá un régimen de gobierno autónomo, con facultades propias de legislación y jurisdicción, y su jefe de gobierno será elegido directamente por el pueblo de la ciudad. Una ley garantizará los intereses del Estado nacional, mientras la ciudad de Buenos Aires sea capital de la Nación. En el marco de lo dispuesto en este artículo, el Congreso de la Nación convocará a los habitantes de la ciudad de Buenos Aires para que, mediante los representantes que elijan a ese efecto, dicten el estatuto organizativo de sus instituciones".
El nuevo mapa político-administrativo de la Ciudad de Buenos Aires, culmina con la promulgación de la Constitución de la Ciudad de Buenos Aires el 01/10/1996. Ahora, los ciudadanos de la Capital Federal, tienen la posibilidad de elegir a su Jefe de Gobierno a través del voto directo (antes era elegido por el presidente de la Nación). La Legislatura de la Ciudad de Buenos Aires reemplaza al anterior Concejo Deliberante.
La gestión descentralizada de administración porteña estaba manejada por los C.G.P. (Centros de Gestión y Participación) hoy llamados Comunas. El pasado 10/07/2011 los ciudadanos porteños votaron por primera vez a los Miembros de la Junta Comunal, que son 7 e integrarán un Órgano Colegiado que ejercerán el cargo durante 4 años, sin posibilidad de reelección sino con el intervalo de 4 años, o sea que la Junta Comunal se renovará en su totalidad cada 4 años.

## Demografía
| Población Histórica de la COMUNA 12 de la Ciudad Autónoma de Buenos Aires | Población Histórica de la COMUNA 12 de la Ciudad Autónoma de Buenos Aires | Población Histórica de la COMUNA 12 de la Ciudad Autónoma de Buenos Aires | Población Histórica de la COMUNA 12 de la Ciudad Autónoma de Buenos Aires |
| Año                                                                       | Habitantes                                                                | Censo de Población                                                        | Ref                                                                       |
| ------------------------------------------------------------------------- | ------------------------------------------------------------------------- | ------------------------------------------------------------------------- | ------------------------------------------------------------------------- |
| 1991                                                                      | 198 185                                                                   | Censo argentino de 1991                                                   | [ 6 ]                                                                     |
| 2001                                                                      | 191 122                                                                   | Censo argentino de 2001                                                   | [ 6 ]                                                                     |
| 2010                                                                      | 200 116                                                                   | Censo argentino de 2010                                                   | [ 6 ]                                                                     |
| 2022                                                                      | 236 294                                                                   | Censo argentino de 2022                                                   | [ 2 ]                                                                     |

| Población Histórica de los BARRIOS de la COMUNA 12 de la Ciudad Autónoma de Buenos Aires (CABA) | Población Histórica de los BARRIOS de la COMUNA 12 de la Ciudad Autónoma de Buenos Aires (CABA) | Población Histórica de los BARRIOS de la COMUNA 12 de la Ciudad Autónoma de Buenos Aires (CABA) | Población Histórica de los BARRIOS de la COMUNA 12 de la Ciudad Autónoma de Buenos Aires (CABA) | Población Histórica de los BARRIOS de la COMUNA 12 de la Ciudad Autónoma de Buenos Aires (CABA) | Población Histórica de los BARRIOS de la COMUNA 12 de la Ciudad Autónoma de Buenos Aires (CABA) |
| Puesto                                                                                          | Barrio                                                                                          | Censo 1991                                                                                      | Censo 2001                                                                                      | Censo 2010                                                                                      | Censo 2022                                                                                      |
| ----------------------------------------------------------------------------------------------- | ----------------------------------------------------------------------------------------------- | ----------------------------------------------------------------------------------------------- | ----------------------------------------------------------------------------------------------- | ----------------------------------------------------------------------------------------------- | ----------------------------------------------------------------------------------------------- |
| 1°                                                                                              | Villa Urquiza                                                                                   | 86 695                                                                                          | 85 587                                                                                          | 91 563                                                                                          | Sin cambios                                                                                     |
| 2°                                                                                              | Saavedra                                                                                        | 52 219                                                                                          | 48 956                                                                                          | 50 295                                                                                          | Sin cambios                                                                                     |
| 3°                                                                                              | Villa Pueyrredón                                                                                | 40 274                                                                                          | 38 558                                                                                          | 39 654                                                                                          | Sin cambios                                                                                     |
| 4°                                                                                              | Coghlan                                                                                         | 18 997                                                                                          | 18 021                                                                                          | 18 604                                                                                          | Sin cambios                                                                                     |
| TOTAL                                                                                           | COMUNA 12                                                                                       | 198 185                                                                                         | 191 122                                                                                         | 200 116                                                                                         | 236 294                                                                                         |

## Junta comunal

### Composición 2023-2027
| Comuneros | Comuneros | Comuneros                    | Alianza | Alianza              |
| --------- | --------- | ---------------------------- | ------- | -------------------- |
|           | PRO       | Florencia Marcela Mattei     |         | Juntos por el Cambio |
|           | UCR       | Leopoldo Lucas Gaitán        |         | Juntos por el Cambio |
|           | CC-ARI    | Mónica Liliana Machín        |         | Juntos por el Cambio |
|           | RU        | Germán Pablo Grosso          |         | Juntos por el Cambio |
|           | PJ        | Pablo Gastón Ortiz Maldonado |         | Unión por la Patria  |
|           | PJ        | Vanesa Paola Coria           |         | Unión por la Patria  |
|           | LLA       | María Guadalupe Baulos       |         | La Libertad Avanza   |

### Presidentes de la Junta Comunal
| N.º | Presidente               | Partido | Partido               | Alianza               | Período                                           |
| --- | ------------------------ | ------- | --------------------- | --------------------- | ------------------------------------------------- |
| 1   | Néstor Adrián Dall´Alpi  |         | Propuesta Republicana | Propuesta Republicana | 10 de diciembre de 2011 - 10 de diciembre de 2015 |
| 2   | Jorge Arturo Roca        |         | Propuesta Republicana | Unión PRO             | 10 de diciembre de 2015 - 10 de diciembre de 2019 |
| 3   | Gabriel Borges           |         | Propuesta Republicana | Juntos por el Cambio  | 10 de diciembre de 2019 - 10 de diciembre de 2023 |
| 4   | Florencia Marcela Mattei |         | Propuesta Republicana | Juntos por el Cambio  | 10 de diciembre de 2023 - En el cargo             |